# Scholar Who Walks the Night
Scholar Who Walks the Night (en hangul, 밤을 걷는 선비; romanización revisada, Bameul geodneun seonbi) también conocida en español como El erudito que camina de noche, es una serie de televisión histórica surcoreana emitida originalmente durante 2015 por MBC y protagonizada por Lee Joon Gi, Shim Chang Min, Lee Soo-hyuk, Lee Yu Bi y Kim So Eun.
Fue emitida desde el 8 de julio hasta el 10 de septiembre de 2015, con una longitud de 20 episodios que fueron emitidos cada miércoles y jueves a las 21:55 (KST). Está basado en el webtoon del mismo nombre, escrito e ilustrado por Han Seung Hee, que cuenta acerca de un vampiro en la era Joseon.

## Argumento
Situado en un ficticio Joseon, Jo Yang Sol es la hija de un noble cuya familia lo pierde todo cuando su padre es acusado de traición a la patria. Yang Sol comienza a vestirse como librero masculino, y se encuentra con el guapo y misterioso erudito Kim Sung Yeol, que trabaja en el Hongmungwan.
Sung Yeol es un vampiro, y él sigue siendo perseguido por la muerte lejana de su primer amor, Lee Myung Hee, sobre todo cuando se encuentra hoy en día con la doppelgänger de Myung Hee, Choi Hye Ryung, la hija de un noble distante. Mientras tanto, el vampiro malo, Gwi, reside en el palacio real y utiliza sus poderes y maquinaciones políticas para evitar que el príncipe heredero de ascienda al trono.

## Reparto

### Personajes principales
- Lee Joon Gi como Kim Sung Yeol.
- Shim Chang Min como Príncipe Lee Yeon.
- Lee Soo-hyuk como Gwi.
- Lee Yu Bi como Jo Yang Sun.[5]
- Kim So Eun como Choi Hye Ryung / Lee Myung Hee.

### Personajes secundarios
- Jang Hee Jin como Soo Hyang.
- Yeo Eui Joo como Yook Hak Yong.
- Park So Young como Dam Ah.
- Choi Tae Hwan como Ho Jin.
- Lee Soon-jae como Rey Seonjo.
- Kim Myung Gun como Yook Chang Sun.
- Song Jong Hak como Choi Chul Jong.
- Jang Seung-jo como Príncipe Heredero Sadong.
- Kyung Kyu Soo como Jo Saeng
- Moo Jin-sung como No Hak-yeong.
- Oh Yoon Hong como Kkot Bun.
- Jung Suk Yong como Vendedor de libros.
- Kwon Hwa-woon como Hyun Gyu.

## Producción
El 10 de junio de 2015 durante el rodaje de la serie, Lee Jong Gi y Lee Yu Bi debieron ser hospitalizados debido a un accidente en el set de grabación, donde sufrieron Fractura nasal y una hernia discal lumbar, respectivamente.

## Banda sonora
- Jang Jae In - «Secret Paradise»
- Eun Ga Eun - «Sad Wind»
- Yook Sungjae (BTOB) - «Love You Again»
- G.NA - «Don't Cry»
- Doo Joon, Yo Seob, Dong Woon (BEAST) - «Without You»
- Kimbo - «Addiction»

## Recepción

### Audiencia
En azul la audiencia más baja y en rojo la más alta, correspondientes a las empresas medidoras TNms y AGB Nielsen.
| Ep. #    | Fecha de emisión         | Cuota de pantalla | Cuota de pantalla | Cuota de pantalla | Cuota de pantalla |
| Ep. #    | Fecha de emisión         | TNmS Ratings      | TNmS Ratings      | AGB Nielsen       | AGB Nielsen       |
| Ep. #    | Fecha de emisión         | Nacional          | Seúl              | Nacional          | Seúl              |
| -------- | ------------------------ | ----------------- | ----------------- | ----------------- | ----------------- |
| 1        | 8 de julio de 2015       | 7.4 %             | 9.1 %             | 7.7 %             | 8.1 %             |
| 2        | 9 de julio de 2015       | 6.8 %             | 8.9 %             | 6.8 %             | 7.3 %             |
| 3        | 15 de julio de 2015      | 7.2 %             | 9.1 %             | 7.7 %             | 7.8 %             |
| 4        | 16 de julio de 2015      | 7.1℅              | 8.2 %             | 7.7℅              | 8.5℅              |
| 5        | 22 de julio de 2015      | 7.3℅              | 9.0℅              | 7.8℅              | 8.9 %             |
| 6        | 23 de julio de 2015      | 6.4℅              | 7.5℅              | 7.9℅              | 8.7℅              |
| 7        | 29 de julio de 2015      | 6.9℅              | 8.0℅              | 7.9℅              | 8.3℅              |
| 8        | 30 de julio de 2015      | 7.3℅              | 7.9℅              | 7.4℅              | 7.8℅              |
| 9        | 5 de agosto de 2015      | 7.4 %             | 8.7℅              | 8.5 %             | 8.6℅              |
| 10       | 6 de agosto de 2015      | 6.5℅              | 7.5℅              | 7.4℅              | 7.4℅              |
| 11       | 12 de agosto de 2015     | 6.5℅              | 7.7℅              | 6.9℅              | 6.8℅              |
| 12       | 13 de agosto de 2015     | 6.3℅              | 7.1℅              | 7.4℅              | 7.1℅              |
| 13       | 19 de agosto de 2015     | 7.3℅              | 7.9℅              | 7.6℅              | 7.3℅              |
| 14       | 20 de agosto de 2015     | 6.6℅              | 7.2℅              | 7.0℅              | 7.5℅              |
| 15       | 26 de agosto de 2015     | 6.5℅              | 7.1℅              | 6.5℅              | 6.5 %             |
| 16       | 27 de agosto de 2015     | 5.9 %             | 6.6 %             | 6.8 %             | 6.9℅              |
| 17       | 2 de septiembre de 2015  | 7.2℅              | 7.9℅              | 8.0℅              | 7.8℅              |
| 18       | 3 de septiembre de 2015  | 7.1℅              | 7.8℅              | 7.9℅              | 8.0℅              |
| 19       | 9 de septiembre de 2015  | 7.3℅              | 8.3℅              | 6.2 %             | N/A               |
| 20       | 10 de septiembre de 2015 | 7.2 %             | 8.0 %             | 7.7 %             | 7.9 %             |
| Promedio | Promedio                 | 6.9 %             | 8.0 %             | 7.4 %             | %                 |

## Emisión internacional
- Hong Kong: Viu TV (2016) y Now Drama Channel (2016).
- Japón: KNTV (2015).[10]
- Singapur: Oh!K (2015).[11]
- Taiwán: GTV (2015-2016, 2016).